# 黃振麟
黃振麟（1926年10月18日—1992年12月13日），臺灣臺北人，為凝態物理學暨原子核物理學家。他在1952年至1955年之間曾經跟來自德國的物理學家沃爾夫岡·克洛爾共事研究，從比熱數據推導出固體聲子頻譜。黃振麟使用牛顿迭代法求解，根據波恩-卡曼理论由晶格动力学矩阵的久期方程導出固體頻譜，推展到三維的任何晶格的方法。這個方法是黃振麟獨創的，被譽為「不用電子計算機方法中最方便的方法」。1952年起，黃振麟連續四年以單一作者身份在《化学物理学报》和《物理評論》發表四篇論文，被認為是當時全球物理學界難得一見的成就，其中他在1955年於《物理評論》發表的論文是該刊物第一篇以臺灣為發表單位的論文。
1962年2月，黃振麟自東京大學原子核研究所遊學返臺，並轉向原子核理論，與許雲基合作研究。到了1963年，中華民國物理學會成立，並開始發行《中華民國物理學刊》，黃振麟則擔任其首任總編輯。1966年9月，黃振麟接任臺大物理系系主任，並規劃於1969年成立博士班。黃振麟於1992年12月13日因肝病過世，享年66歲。

## 生平

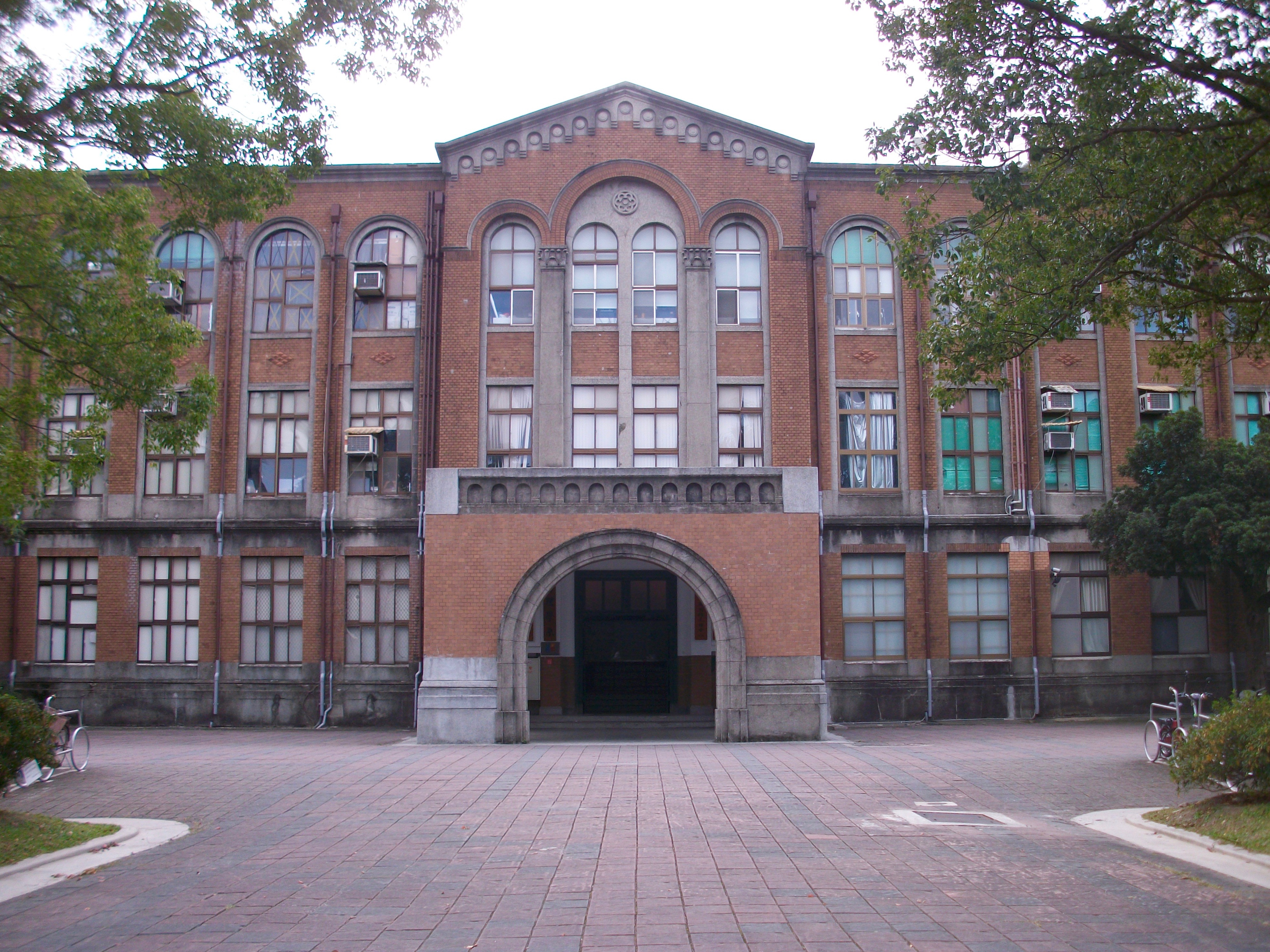
早年的臺大物理系系館（臺大二號館）

黃振麟於1926年10月18日出生於日治臺灣臺北州臺北市的萬華地區，為家中的長男:33。其父親黃坤池曾以賣文為生，並曾擔任里長，常為人排解糾紛，而黃振麟的母親則早逝:33。黃振麟曾就讀於萬華的老松公學校，並於1945年4月自臺北州立第二中學畢業，考入臺北帝國大學醫預科:33。然而，由於家境不足以付學費，黃振麟便選擇先休學至萬華的龍山國民學校任教:33。同年10月，黃振麟復學，成為先修班的學生，並繼續在龍山國民學校兼職任教:33。
1946年，黃振麟進入國立臺灣大學物理學系就讀，成為該系的第一屆學生。然而由於生病，使得他在該年10月再度休學，並於次年入學成為第二屆學生:33:155。1951年春，黃振麟與洪玉慧結為連理，並於該年6月從臺大物理系畢業，同時獲得理學士學位。同年8月，黃振麟成為了該系熱學實驗室的試用助教，協助指導大學生的實驗課程:30。在這段期間，黃振麟從1952年起連續四年以單一作者身份在《化学物理学报》和《物理評論》發表四篇論文，被認為是當時全球物理學界難得一見的成就:30。黃振麟在這時運用手搖式計算機，進行超過6位有效位數的數值計算:32。1954年8月，黃振麟成為正式助教:32。
1955年，黃振麟修正了當時物理學界在計算晶格近似頻譜、推廣至簡單立方晶體時所普遍使用的的休斯頓法，利用插值法確定等頻譜線圖，避免了原本休斯頓法在高頻端的奇異點問題:31:103。這篇研究論文在1955年發表於《物理評論》，是臺灣本土學者在該刊物的第一篇論文:32。黃振麟的結果與當時已知的頻譜分佈有著高度的吻合:103。黃振麟也使用牛顿迭代法求解，根據波恩-卡曼理论由晶格动力学矩阵的久期方程導出固體頻譜，推展到三維的任何晶格的方法。這個方法是黃振麟獨創的，被譽為「不用電子計算機方法中最方便的方法」，在當時的臺灣物理學界引發震撼:61。
1956年8月，黃振麟升任講師，並於1960年8月成為副教授:32。1961年，黃振麟與許雲基等人一同獲得國際原子能委員會的補助，前往日本東海村原子能研究所進行為期二年的專題研究:168,193。1962年2月，黃振麟從東京大學原子核研究所遊學返臺，隨後也轉向核物理理論方面的研究，並與許雲基組成研究團隊，協助分析原子核實驗數據:32。在這段期間，黃振麟也在臺大物理系開授熱力學、古典場論與統計力學等課程:32。
1963年，黃振麟發起建立中華民國物理學會，並擔任其發行刊物《中華民國物理學刊》之首任執行編輯，負責該刊物之出版與編輯事務:32:478。1966年，中華民國教育部成立「物理學名詞（增訂本）審查委員會」，原由方聲恆擔任主任委員，但後來因方聲恆生病而由黃振麟代理。從1967年5月的第一次會議到1970年12月全稿審查完成共計開會136次，經黃振麟做出最後的訂正之後，中華民國教育部於1971年12月公布，並由臺灣商務印書館發行，成為1970年代至1980年代臺灣的物理學相關名詞標準:479,480。
1966年8月，黃振麟接任臺大物理系系主任，並於1971年7月卸任。在這段期間，因為希望能讓物理學在臺灣生根，主張培養本土人才，他規劃於1969年成立臺大物理研究所博士班，為國立臺灣大學第12個博士班:32。黃振麟也在這段期間參與編撰初中與高中物理教科書，並編譯許多世界物理學的名著:32。然而，由於系內的紛擾，他於1981年8月再次出任系主任，並於1983年7月再次卸任:33。
黃振麟於1991年10月自臺大物理系退休。到了隔年冬季，臺大學生發起「光復臺大校園」運動，抗議狹小密集的校園空間，黃振麟也在此時搬離臺大宿舍。不久，由於積勞成疾，黃振麟於1992年11月25日因腹痛而前往國立臺灣大學醫學院附設醫院住院檢查，並於1992年12月13日當地時間下午7時20分因肝病過世，享年66歲:33。

## 著作
黃振麟在擔任臺大物理系系主任之後，主編或參與編撰了許多物理學相關書籍:32，例如1968年的《物理學 : 程序敎學法》、1970年的《物理學自修叢書》、以及1979年的《力學》。他也翻譯了許多世界物理學的名著，例如1968年的《不息宇宙》、1971年的《場與/或粒子》、1972年的《狹義相對論與量子力學》、1974年的《半導體物理導論》、以及1979年的《那惠物理實驗指導》和《統計熱物理學之基礎》。
至於論文著作，則包含了分別於1952年、1953年與1954年發表在《化学物理学报》中的〈論由吸附數據計算得之擴散係數〉、〈論由吸附數據計算得之擴散係數〉、與〈簡單固體與彈性頻譜慣量矩的比熱〉。而黃振麟在1955年發表於《物理評論》，也是臺灣本土學者在該刊物的第一篇論文，則是〈用以計算晶格頻率的修正休斯頓法〉。他也在1962年於《化学物理学报》發表了〈晶格動力學中的頻率計算〉。
另外，在黃振麟從日本遊學返臺，轉向核物理理論方面的研究之後，則是在《中華民國物理學刊》於1963年發表〈核多片相機之計數效率〉、1972年發表〈由14.1百萬電子伏特中子引發之氖-20(n, α)與氧-17的反應〉、1973年發表〈14.1百萬電子伏特下鈣-40(n, α)與氬-37的反應〉、1974年發表〈14.1百萬電子伏特下碳-12(n, α0)與鈹-9反應的DWBA分析〉、以及1976年發表〈14.1百萬電子伏特下硫-32(n, α)與矽-29反應之研究〉。

## 外部連結
- 國立臺灣大學物理學系 （页面存档备份，存于）（繁體中文）

| 教育職務             | 教育職務                     | 教育職務      |
| -------------------- | ---------------------------- | ------------- |
| 國立臺灣大學物理學系 |                              |               |
| 前任： 許雲基        | 系主任 1966年8月 ~ 1971年7月 | 繼任： 崔伯銓 |
| 前任： 鄭伯昆        | 系主任 1981年8月 ~ 1983年7月 | 繼任： 林清   |